# Eccellenza Liguria 2024-2025
Il campionato italiano di calcio di Eccellenza regionale 2024-2025 è il trentaquattresimo organizzato in Italia. Rappresenta il quinto livello del calcio italiano.

## Stagione
Per quest'anno in Eccellenza Liguria sono disponibili cinque posti lasciati dall'Imperia, vincitrice dello scorso campionato, dalla Cairese, promossa attraverso gli spareggi nazionali, e dalle tre retrocesse. Per completare le sedici squadre partecipanti, oltre alle undici rimaste dalla passata stagione, sono promosse San Francesco Loano e FC Bogliasco, vincitrici dei due gironi di Promozione Liguria 2023-2024, e tre delle partecipanti ai play-off del suddetto livello: Celle Varazze, Molassana Boero e Praese 1945

### Formula
La formula delle promozioni e retrocessioni è così composta: la prima classificata viene direttamente promossa in Serie D, mentre le squadre classificate dalla 2ª alla 5ª posizione disputano il 1° turno dei play off (2ª-5ª e 3ª-4ª); qualora, al termine del campionato, si verifichi un distacco pari o superiore a 7 punti tra le squadre abbinate, il rispettivo incontro di play off non viene disputato e la squadra meglio classificata al termine del campionato accede direttamente al turno successivo.
Le due vincenti accederanno al 2° turno play-off, che a sua volta determina la squadra che partecipa agli spareggi nazionali. L'ultima classificata retrocede direttamente in Promozione, assieme alle due sconfitte dai play-out (12ª-15ª e 13ª-14ª, con la stessa regola dei play off per quanto concerne il distacco).

## Squadre partecipanti
| Club                                    | Città                               | Stadio                                           | Stagione precedente                |
| --------------------------------------- | ----------------------------------- | ------------------------------------------------ | ---------------------------------- |
| U.S.D. Angelo Baiardo                   | Genova (Sant'Eusebio)               | Stadio Guerino Strinati                          | 8º posto in Eccellenza             |
| A.S.D. Arenzano Football Club           | Arenzano (GE)                       | Stadio comunale Nazario Gambino                  | 5º posto in Eccellenza             |
| A.S.D. Athletic Club Albaro             | Genova (Albaro)                     | Stadio Tre Campanili                             | 6º posto in Eccellenza             |
| U.S.D. Campomorone Sant'Olcese          | Campomorone e Sant'Olcese (GE)      | Stadio Begato 9 (Bolzaneto)                      | 9º posto in Eccellenza             |
| Celle Varazze F.B.C.                    | Celle Ligure e Varazze (SV)         | Stadio Giuseppe Olmo - Pino Ferro (Celle Ligure) | 2º posto in Promozione/A, promosso |
| A.S.D. Football Club Bogliasco          | Bogliasco (GE)                      | Stadio Riccardo Garrone                          | 1º posto in Promozione/B, promosso |
| A.S.D. Football Genova Calcio           | Genova (Cornigliano)                | Stadio Italo Ferrando                            | 7º posto in Eccellenza             |
| Golfo Paradiso Pro Recco Camogli Avegno | Avegno, Camogli e Recco (GE)        | Stadio San Rocco (Recco)                         | 13º posto in Eccellenza            |
| Sport Club Molassana Boero 1918 A.S.D.  | Genova (Molassana)                  | Stadio Federico Mario Boero                      | 2º posto in Promozione/B, promosso |
| A.S.D. Pietra Ligure 1956               | Pietra Ligure (SV)                  | Stadio Giacomo De Vincenzi                       | 4º posto in Eccellenza             |
| A.S.D. Praese 1945                      | Genova (Pra')                       | Stadio Ferrando Baciccia                         | 3º posto in Promozione/A, promosso |
| S.C.D. Rivasamba H.C.A.                 | Riva Trigoso di Sestri Levante (GE) | Stadio Favole H.C. Andersen                      | 2º posto in Eccellenza             |
| A.S.D. San Francesco Loano              | Loano (SV)                          | Stadio Giorgio Ellena                            | 1º posto in Promozione/A, promosso |
| A.S.D. Serra Riccò 1971                 | Serra Riccò (GE)                    | Stadio Negrotto                                  | 11º posto in Eccellenza            |
| A.S.D. Taggia                           | Taggia (IM)                         | Stadio Marzocchini                               | 10º posto in Eccellenza            |
| S.S.D. Voltrese Vultur                  | Genova (Voltri)                     | Stadio San Carlo Voltri                          | 12º posto in Eccellenza            |

## Classifica
- Aggiornata al 25 maggio 2025

|  | Pos. | Squadra                 | Pt | G  | V  | N  | P  | GF | GS | DR  |
|  | ---- | ----------------------- | -- | -- | -- | -- | -- | -- | -- | --- |
|  | 1.   | Celle Varazze           | 72 | 30 | 23 | 3  | 4  | 58 | 23 | +35 |
|  | 2.   | Rivasamba               | 70 | 30 | 22 | 4  | 4  | 86 | 27 | +59 |
|  | 3.   | Pietra Ligure           | 53 | 30 | 15 | 8  | 7  | 46 | 32 | +14 |
|  | 4.   | Bogliasco               | 46 | 30 | 13 | 7  | 10 | 45 | 51 | -6  |
|  | 5.   | Voltrese Vultur         | 44 | 30 | 12 | 8  | 10 | 48 | 41 | +7  |
|  | 6.   | Taggia                  | 41 | 30 | 11 | 8  | 11 | 44 | 45 | -1  |
|  | 7.   | Campomorone Sant'Olcese | 40 | 30 | 10 | 10 | 10 | 58 | 60 | -2  |
|  | 8.   | Golfo Paradiso          | 37 | 30 | 9  | 10 | 11 | 42 | 47 | -5  |
|  | 9.   | Arenzano                | 37 | 30 | 9  | 10 | 11 | 41 | 46 | -5  |
|  | 10.  | Athletic Albaro         | 37 | 30 | 9  | 10 | 11 | 41 | 52 | -11 |
|  | 11.  | San Francesco Loano     | 37 | 30 | 10 | 7  | 13 | 40 | 35 | +5  |
|  | 12.  | Genova Calcio           | 36 | 30 | 11 | 3  | 16 | 42 | 40 | +2  |
|  | 13.  | Angelo Baiardo          | 35 | 30 | 9  | 8  | 13 | 51 | 49 | +2  |
|  | 14.  | Molassana Boero         | 34 | 30 | 9  | 7  | 14 | 36 | 55 | -19 |
|  | 15.  | Praese                  | 27 | 30 | 6  | 9  | 15 | 41 | 61 | -20 |
|  | 16.  | Serra Riccò             | 16 | 30 | 4  | 4  | 22 | 26 | 81 | -55 |

Legenda:
       Promosso in Serie D 2025-2026.
       Ammessa agli spareggi nazionali.
  Partecipa ai play off oppure ai play out.
       Retrocesso in Promozione 2025-2026.
Note:
Regolamento:
Tre punti a vittoria, uno a pareggio, zero a sconfitta.
In caso di arrivo di due o più squadre a pari punti, la graduatoria verrà stilata secondo la classifica avulsa tra le squadre interessate che prevede, in ordine, i seguenti criteri:
- Punti negli scontri diretti
- Differenza reti negli scontri diretti
- Differenza reti generale
- Reti realizzate in generale
- Sorteggio

## Risultati

### Tabellone
|                               | AnB  | Are  | ACA  | CSO  | CVa  | FCB  | FGC  | GPP  | MBo  | PLi  | Pra  | Riv  | SFL  | Ser  | Tag  | VVu  |
| ----------------------------- | ---- | ---- | ---- | ---- | ---- | ---- | ---- | ---- | ---- | ---- | ---- | ---- | ---- | ---- | ---- | ---- |
| Angelo Baiardo                | –––– | 1-3  | 4-2  | 3-3  | 1-2  | 0-1  | 3-1  | 3-0  | 5-1  | 0-1  | 2-2  | 3-1  | 1-2  | 1-2  | 1-2  | 3-2  |
| Arenzano FC                   | 0-0  | –––– | 0-0  | 4-7  | 1-1  | 4-0  | 1-0  | 1-1  | 0-2  | 1-2  | 0-4  | 1-5  | 1-0  | 2-1  | 0-2  | 1-1  |
| Athletic Club Albaro          | 2-1  | 1-1  | –––– | 0-0  | 1-3  | 2-2  | 3-2  | 1-4  | 1-2  | 3-1  | 2-2  | 0-2  | 2-1  | 3-1  | 2-1  | 1-1  |
| Campomorone Sant'Olcese       | 2-3  | 1-1  | 4-1  | –––– | 0-1  | 2-2  | 0-0  | 1-1  | 5-1  | 1-2  | 1-1  | 4-4  | 1-0  | 6-1  | 1-0  | 2-3  |
| Celle Varazze                 | 2-0  | 2-0  | 0-2  | 2-1  | –––– | 2-0  | 1-0  | 4-0  | 5-0  | 2-1  | 2-0  | 3-2  | 4-1  | 0-1  | 2-0  | 1-0  |
| Football Club Bogliasco       | 3-3  | 3-1  | 1-1  | 7-2  | 1-0  | –––– | 3-2  | 4-1  | 1-1  | 0-0  | 3-1  | 1-0  | 2-0  | 2-1  | 2-0  | 1-2  |
| Football Genova Calcio        | 0-0  | 1-2  | 3-0  | 2-3  | 0-2  | 4-0  | –––– | 2-1  | 2-0  | 0-1  | 1-1  | 0-4  | 1-2  | 1-0  | 6-3  | 4-0  |
| Golfo Paradiso Pro Recco C.A. | 1-2  | 2-1  | 2-1  | 0-1  | 1-2  | 3-0  | 2-0  | –––– | 1-0  | 2-2  | 2-2  | 2-5  | 1-1  | 3-1  | 1-1  | 0-1  |
| Molassana Boero               | 1-1  | 3-3  | 2-1  | 2-4  | 1-3  | 4-0  | 1-2  | 1-1  | –––– | 0-4  | 2-0  | 0-2  | 0-2  | 2-0  | 2-1  | 1-1  |
| Pietra Ligure 1956            | 1-1  | 2-0  | 0-0  | 3-0  | 1-1  | 3-0  | 1-0  | 1-0  | 1-1  | –––– | 1-0  | 1-4  | 1-1  | 3-1  | 1-1  | 2-3  |
| Praese 1945                   | 3-1  | 0-3  | 1-1  | 5-1  | 2-3  | 3-2  | 1-3  | 1-1  | 1-0  | 1-2  | –––– | 0-3  | 1-2  | 0-2  | 2-3  | 2-2  |
| Rivasamba H.C.A.              | 4-2  | 1-0  | 5-1  | 6-0  | 4-2  | 3-0  | 2-0  | 1-1  | 5-0  | 4-1  | 1-2  | –––– | 2-1  | 3-1  | 5-1  | 3-0  |
| S. Francesco Loano            | 1-0  | 0-1  | 3-0  | 1-2  | 0-1  | 1-2  | 0-1  | 1-2  | 1-1  | 2-1  | 4-0  | 0-0  | –––– | 6-0  | 2-1  | 0-0  |
| Serra Riccò 1971              | 0-4  | 1-6  | 0-3  | 2-1  | 1-3  | 1-1  | 0-3  | 2-2  | 1-2  | 0-4  | 2-2  | 0-4  | 2-2  | –––– | 1-2  | 0-3  |
| Taggia                        | 2-2  | 1-1  | 0-1  | 1-1  | 0-0  | 4-0  | 1-0  | 3-2  | 0-3  | 0-1  | 3-1  | 0-0  | 2-2  | 4-0  | –––– | 3-2  |
| Voltrese Vultur               | 2-0  | 1-1  | 3-3  | 1-1  | 1-2  | 0-1  | 2-1  | 1-2  | 1-0  | 3-1  | 6-0  | 0-1  | 2-1  | 3-1  | 1-2  | –––– |

## Spareggi

### Play-off
- Gli spareggi non si disputano poiché il distacco tra la 2ª e la 3ª classificata è pari o superiore a 7 punti. Rivasamba accede direttamente agli spareggi nazionali.

### Play-out
|                 | Risultati |                | Luogo e data                          |
| --------------- | --------- | -------------- | ------------------------------------- |
| Molassana Boero | 2-1       | Angelo Baiardo | Genova (Molassana), 11 maggio 2025    |
| Angelo Baiardo  | 2-2       | Molassana      | Genova (Sant'Eusebio), 18 maggio 2025 |
|                 |           |                |                                       |

- Angelo Baiardo retrocede in Promozione.